# Coniopteryx qiongana
Coniopteryx qiongana är en insektsart som beskrevs av Z.-q. Liu och C.-k. Yang 2002. Coniopteryx qiongana ingår i släktet Coniopteryx och familjen vaxsländor. Inga underarter finns listade i Catalogue of Life.